# Hooverville

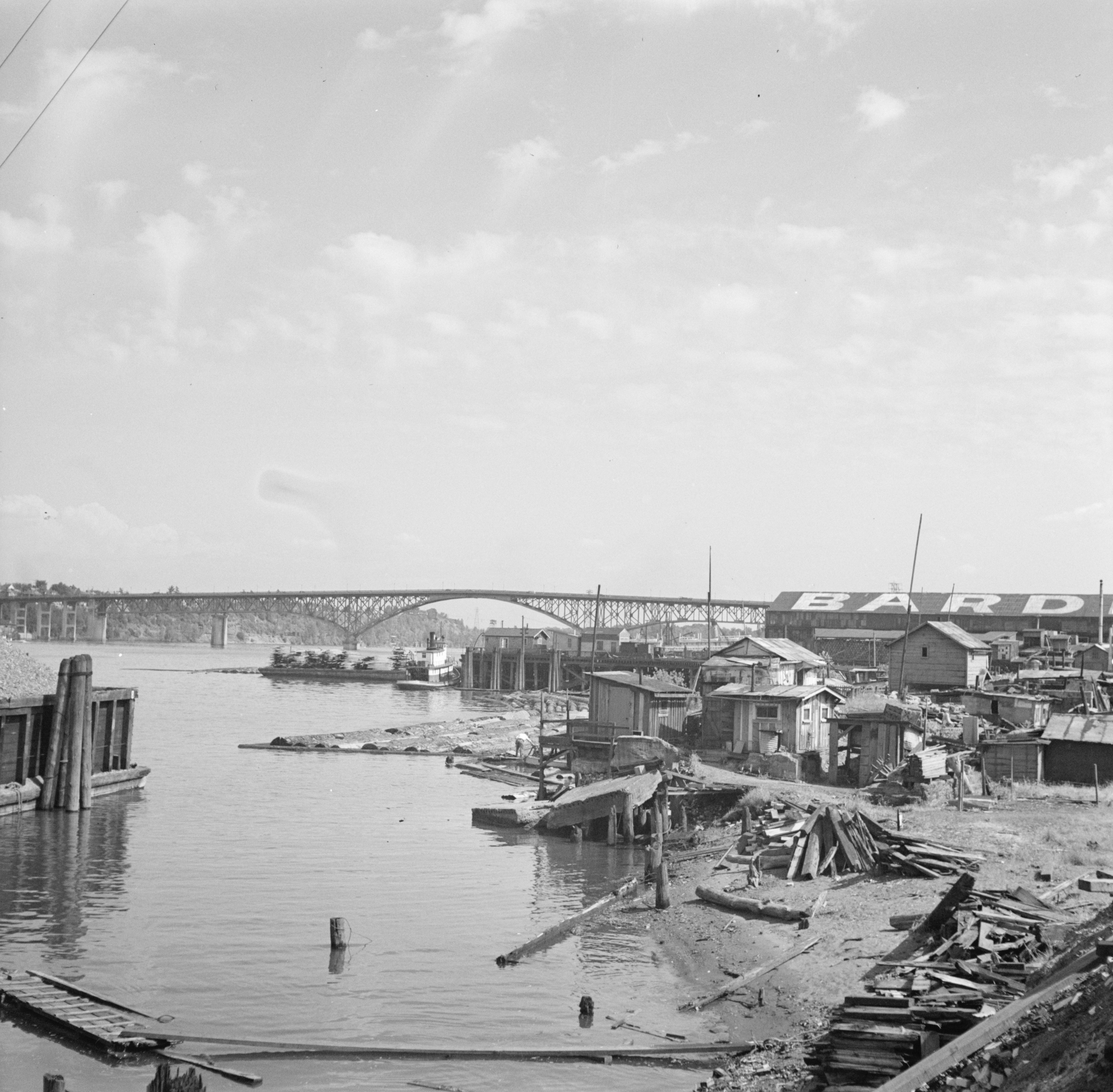
Hooverville al riu Willamette a Portland, Oregon (Arthur Rothstein).

Hooverville és un terme anglès que designa un seguit de barris de barraques apareguts als Estats Units en el transcurs de la Gran depressió, de 1929 fins als anys 1940. El terme "Hooverville" fou creat sobre la base del nom del 31è president dels Estats Units, Herbert Hoover, en exercici al començament de la Gran Depressió.
Aquests pobles, implantats normalment sobre terrenys públics o abandonats, eren constituïts de tendes de campanya o de cabanes on hi vivien els aturats i els sense sostre d'aquest període de crisi econòmica.
Aquests pobles no van ser reconeguts pel govern i van ser doncs de manera periòdica desmantellats per ocupació il·legal de terrenys privats.
La majoria de les construccions estaven fetes de fusta bosc, cartró, plaques de xapa, tubs o tota mena de materials disponibles.
La fam i l'extrema pobresa conduïren els ocupants dels Hooverville a la mendicitat i a enfrontaments amb les forces de l'ordre.
Altres termes nascuts aquesta època ens han arribat com a "Hoover blanket" (un vell diari utilitzat com una coberta) i "Hoover flag" (una butxaca de pantaló arremangada dins-fora).
Els hooverville i més generalment la Gran Depressió han estat descrites a diverses novel·les i pel·lícules. Citem per exemple les obres de John Steinbeck i la pel·lícula de Ron Howard, Cinderella Man.
El major hooverville es trobava a la ciutat de Saint Louis (Missouri) i comptava aproximadament 1.000 persones. El de New York es trobava entre els carrers 72 i 110.